# جیسون باری
جیسون باری (انگلیسی: Jason Barry؛ زادهٔ ۱۴ دسامبر ۱۹۷۲) بازیگر اهل ایرلند است. وی از سال ۱۹۹۴ میلادی تاکنون مشغول فعالیت بوده‌است.
از فیلم‌ها یا برنامه‌های تلویزیونی که وی در آن نقش داشته‌است، می‌توان به فراتر از احیاگر، محض رضای مسیح، احساسات متحد، حلقه دوستان و تایتانیک اشاره کرد.